# Panther J.72
 (mai 2014).
Si vous disposez d'ouvrages ou d'articles de référence ou si vous connaissez des sites web de qualité traitant du thème abordé ici, merci de compléter l'article en donnant les références utiles à sa vérifiabilité et en les liant à la section « Notes et références ».
Pour les articles homonymes, voir J72.
La Panther J.72 est une automobile anglaise, et la première à être créée par Robert Jankel pour la firme Panther Westwinds Company qu'il fonda en 1972 . 

## Présentation de la Panther J.72

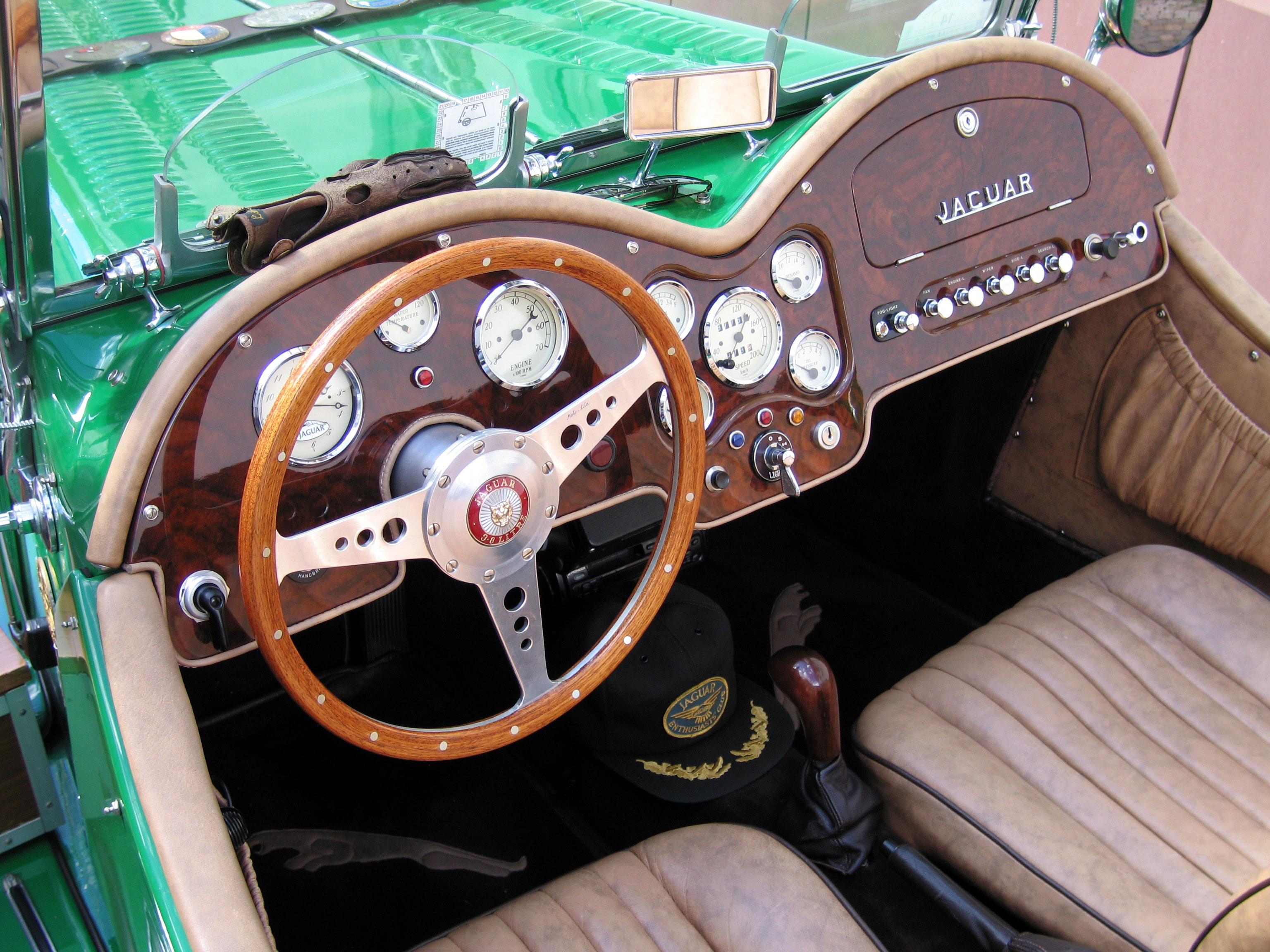
Intérieur de la Panther J.12.

Pour créer ce roadster anglais, Robert Jankel s'est fortement inspiré de la fameuse SS100 qui devient la Jaguar SS100 après la Seconde Guerre mondiale. 
Toute la carrosserie est en aluminium et la partie mécanique a pour origine la Jaguar XJ12. 
Cette voiture fut fabriquée de 1972 à 1981 à 368 exemplaires. Trois motorisations furent proposées, deux 6 cylindres en ligne 3.8l et 4.2l et un V12 de 5.3l.